# Rosalyn Baxandall
Rosalyn „Ros“ Baxandall (geboren als Rosalyn „Ros“ Fraad  12. Juni 1939 in New York City; gestorben 13. Oktober 2015 in New York City) war eine US-amerikanische Aktivistin und Historikerin der Frauenbewegung.

## Leben
Rosalyn Fraad stammte aus einer Familie US-amerikanischer Kommunisten. Ihr Vater Lewis M. Fraad war Arzt am Bronx Municipal Hospital und Medizinprofessor am Albert Einstein College of Medicine, ihre Mutter Irma London war Kuratorin am Brooklyn Museum. Sie hatte zwei Schwestern. Fraads Großonkel Meyer London war sozialistischer Kongressabgeordneter.
Fraad studierte Französisch für ein Jahr am Smith College und danach an der University of Wisconsin-Madison. Nach dem Examen im Jahr 1961 heiratete sie 1962 den Schriftsteller und Verleger Lee Baxandall, sie hatten einen Sohn, die Ehe wurde 1978 geschieden. Sie gehörte 1968 zu den Gründern des Kinderladens Liberation Nursery. Die Familie lebte aus politischer Überzeugung eine Zeit in den kommunistisch regierten Staaten DDR, Polen und Ungarn. Nach ihrer Rückkehr studierte sie in New York an der Columbia University School of Social Work und schloss als Master of Social Work (MSW) ab.
Baxandall erhielt eine Stelle als Associate Professor an der State University of New York (SUNY) und wurde 1990 Professorin für American and Women’s studies. Sie wurde 2012 emeritiert. Sie lehrte danach noch an der City University of New York und in der Resozialisierung in einem Gefängnis in Manhattan.
Baxandall war 1967 unter den Gründerinnen der New York Radical Women und war auch aktiv bei den 1969 gegründeten Redstockings und in der Theatergruppe Women’s International Terrorist Conspiracy from Hell (WITCH). 1968 nahm sie an der Demonstration (bra burning) anlässlich der Miss-America-Wahlen in Atlantic City teil.
Baxandall verfasste die Flugschrift Women and Abortion: The Body as Battleground und sprach 1969 in Washington DC bei einer Kundgebung zur Änderung des Abtreibungsrechts, sie wirkte in der CARASA (Coalition for Abortion Rights and Against Sterilization Abuse) mit. 2005 wurde sie von Gillian Aldrich und Jennifer Baumgardner für den Film I Had An Abortion interviewt.
Baxandall war Teil des informellen Zirkels Marxist Feminist Group #1. Sie schrieb das Vorwort zu einer Auswahl von übersetzten Schriften von Clara Zetkin.
Baxandall engagierte sich auf palästinensischer Seite im Nahostkonflikt und gab eine Anthologie zu Filmen mit diesem Thema heraus.

## Schriften (Auswahl)
- mit Linda Gordon, Susan Reverby (Hrsg.): America’s Working Women. W. W. Norton & Company, 1976 ISBN 978-0-393-31262-1 (Neubearbeitung 1995)
- Technology, the Labor Process and the Working Class: A Collection of Essays. 1976
- Words On Fire: The Life and Writing of Elizabeth Gurley Flynn. Rutgers University Press, 1987 ISBN 0-8135-1241-7
- Catching the Fire, in: Rachel Blau DuPlessis, Ann Snitow (Hrsg.): The Feminist Memoir Project: Voices From Women’s Liberation. 1998
- mit Elizabeth Ewen: Picture Windows, How the Suburbs Happened, 1945–1987. Basic Books, 2000 ISBN 0-465-07013-2
- mit Linda Gordon (Hrsg.): Dear Sisters: Dispatches from the Women’s Liberation Movement. Basic Books, 2001 ISBN 978-0-465-01707-2
- Re-Visioning the Women’s Liberation Movement’s Narrative: Early Second Wave African American Feminists, in: Feminist Studies, 2001